# 10의 20제곱
1020 또는 1해는 1016(1경)의 만 배인 자연수이다. 그 만 배는 1024(1자)이다. 이 글은 1020 이상 1024 미만의 자연수 및 이에 대응하는 크기 정도를 다룬다.

## 크기 정도
- 물질량의 단위인 1몰은 약 6022해 개를 말한다.

## SI 접두어
1021(10해)을 나타내는 SI 접두어는 제타(zetta, Z)이다.

## 이름

### 한자 이름
한국어나 일본어 등에서, 1020는 “1해”라고 읽는다. 중국어의 경우 잘 사용하지 않으며, “일만만만억” 따위로 일컫는다.
옛날 명수법의 경우, 1020은 하수에서 “일무량수”이며, 중수와 상수에서 “만조”이다.

### 서양
편의상 영어를 사용하자. 단척도에서, 1020은 “원 헌드러드 퀸틸리언”(영어: one hundred quintillion)으로 일컫는다. 장척도에서, 1020은 “원 헌드러드 트릴리언”(영어: one hundred trillion)이다.

## 1020이상 1024미만의 주요 자연수

### 1020이상 1021미만
- 109,418,989,131,512,359,209: 342
- 115,561,578,124,838,522,882: 96번째 뤼카 수.
- 135,301,852,344,706,746,049: 98번째 피보나치 수.
- 147,573,952,589,676,412,928: 267
- 186,982,561,199,565,069,121: 97번째 뤼카 수.
- 218,922,995,834,555,169,026: 99번째 피보나치 수.
- 295,147,905,179,352,825,856: 268
- 302,544,139,324,403,592,003: 98번째 뤼카 수.
- 354,224,848,179,261,915,075: 100번째 피보나치 수.
- 489,526,700,523,968,661,124: 99번째 뤼카 수.
- 545,717,047,936,059,989,389: 27번째 벨 수.
- 573,147,844,013,817,084,101: 101번째 피보나치 수.
- 590,295,810,358,705,651,712: 269
- 792,070,839,848,372,253,127: 100번째 뤼카 수.
- 927,372,692,193,078,999,176: 102번째 피보나치 수.

### 1021이상 1022미만
- 1,124,000,727,777,607,680,000: 22!
- 1,180,591,620,717,411,303,424: 270, 컴퓨터 계산에서 1 ZiB라고 한다.
- 1,281,597,540,372,340,914,251: 101번째 뤼카 수.
- 1,500,520,536,206,896,083,277: 103번째 피보나치 수.
- 1,678,343,852,714,360,832,000: 36 이하의 모든 짝수 자연수의 곱.
- 2,073,668,380,220,713,167,378: 102번째 뤼카 수.
- 2,427,893,228,399,975,082,453: 104번째 피보나치 수.
- 3,355,265,920,593,054,081,629: 103번째 뤼카 수.
- 3,928,413,764,606,871,165,730: 105번째 피보나치 수.
- 5,428,934,300,813,767,249,007: 104번째 뤼카 수.
- 6,160,539,404,599,934,652,455: 28번째 벨 수.
- 6,356,306,993,006,846,248,183: 106번째 피보나치 수.
- 8,784,200,221,406,821,330,636: 105번째 뤼카 수.
- 9,444,732,965,739,290,427,392: 273, 8 ZiB로, 마이크로소프트 윈도우 운영체제에서 GUID 파티션 테이블 파티션의 최대 크기다.

### 1022이상 1023미만
- 10,284,720,757,613,717,413,913: 107번째 피보나치 수.
- 11,111,111,111,111,111,111,111: 3번째 단위 반복 소수.
- 14,213,134,522,220,588,579,643: 106번째 뤼카 수.
- 16,641,027,750,620,563,662,096: 108번째 피보나치 수.
- 18,435,599,767,349,200,867,866: π(1024)[1]
- 22,997,334,743,627,409,910,279: 107번째 뤼카 수.
- 26,925,748,508,234,281,076,009: 109번째 피보나치 수.
- 31,858,749,840,007,945,920,321 = 4224814 = 958004 + 2175194 + 4145604. 지수 4에 대한 오일러 거듭제곱 합 추측의 최소 반례.
- 37,210,469,265,847,998,489,922: 108번째 뤼카 수.
- 43,566,776,258,854,844,738,105: 110번째 피보나치 수.
- 60,207,804,009,475,408,400,201: 109번째 뤼카 수.
- 63,777,066,403,145,711,616,000: 38 이하의 모든 짝수 자연수의 곱.
- 70,492,524,767,089,125,814,114: 111번째 피보나치 수.
- 71,339,801,938,860,275,191,172: 29번째 벨 수.
- 97,418,273,275,323,406,890,123: 110번째 뤼카 수.

### 1023이상 1024미만
- 114,059,301,025,943,970,552,219: 112번째 피보나치 수.
- 157,626,077,284,798,815,290,324: 111번째 뤼카 수.
- 184,551,825,793,033,096,366,333: 113번째 피보나치 수.
- 255,044,350,560,122,222,180,447: 112번째 뤼카 수.
- 298,611,126,818,977,066,918,552: 114번째 피보나치 수.
- 412,670,427,844,921,037,470,771: 113번째 뤼카 수.
- 483,162,952,612,010,163,284,885: 115번째 피보나치 수.
- 667,714,778,405,043,259,651,218: 114번째 뤼카 수.
- 781,774,079,430,987,230,203,437: 116번째 피보나치 수.
- 846,749,014,511,809,332,450,147: 30번째 벨 수.

## 참고 문헌
1. ↑  정경훈 교수, 리만가설 이야기(8) 현대 수학 최대의 궁금증, 리만가설 - 네이버 캐스트